# Ряж

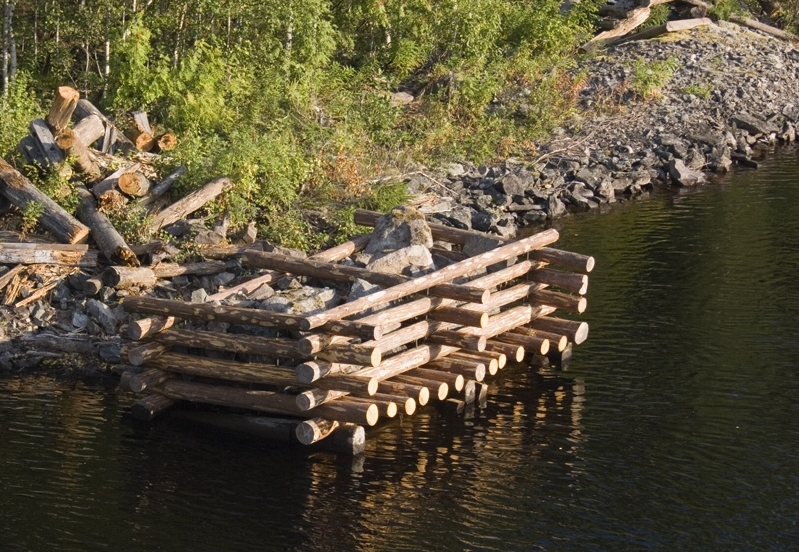
Ряж (Беломоро-Балтийский канал). Ряжи вдоль канала установлены для того, чтобы обезопасить корпус судна от повреждения об острый скальный выступ подводной части стенки канала

Ряж — деревянный сруб, погружаемый на дно водоёма, заполняемый обыкновенно булыжником (иногда с глиной), является гидротехническим сооружением — основанием опор мостов, плотин, набережных, молов и подобных сооружений.
Ряжевые фундаменты устраивают в тех случаях, когда твёрдый (каменистый) грунт основания не допускает забивки свай или же, наоборот, при очень слабых грунтах основания (ил, торф). Расход камня при использовании ряжей меньше, чем при фундаментах из каменной наброски.

## Устройство

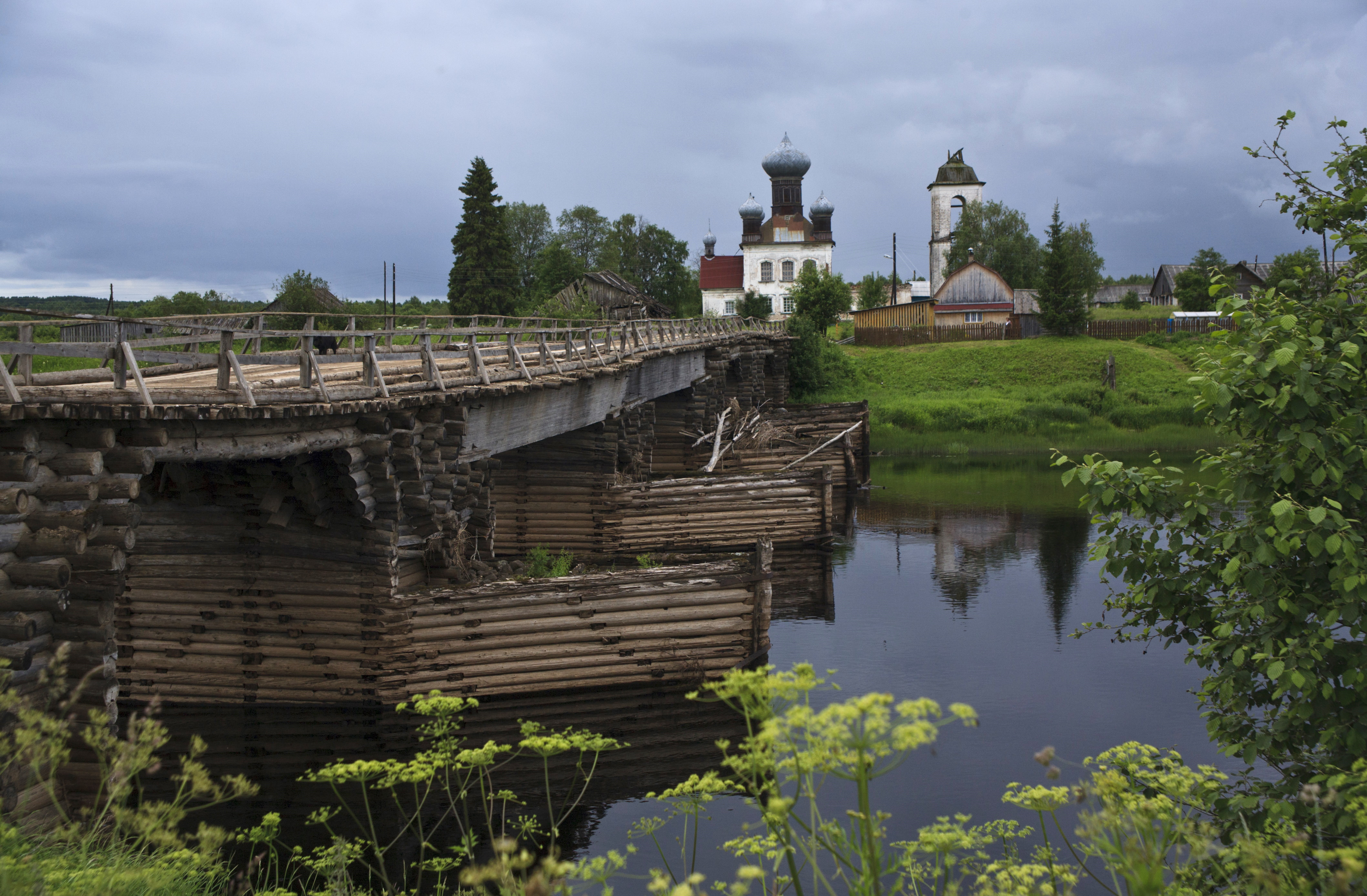
Ряжевый мост через реку Кена

Ряж имеет вид большого крепкого ящика, изготовленного из жёстко скреплённых между собою брёвен хвойных (более долговечных) пород. В Скандинавии и Америке ряжи делаются преимущественно из брусьев, которые скрепляются между собою, образуя жёсткую клетку. В плане ряжи делают, чаще всего, в виде прямоугольников, причём короткие стороны ряжей рубят из цельных брёвен, длинные же стороны могли быть собраны из срощенных брёвен. Для прочности конструкции, брёвна дополнительно скрепляются между собой металлическими скобами, штырями, болтами и большими гвоздями. В ряжах создают дно (пол) в тех случаях, когда приходится их устанавливать на слабом грунте — при твёрдых и скалистых грунтах дно отсутствует. Загружаемый камень соразмеряется в данном случае с размерами зазоров между наружными брусьями клеток.

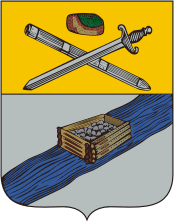
Ряж на гербе Ряжска (1779 год)

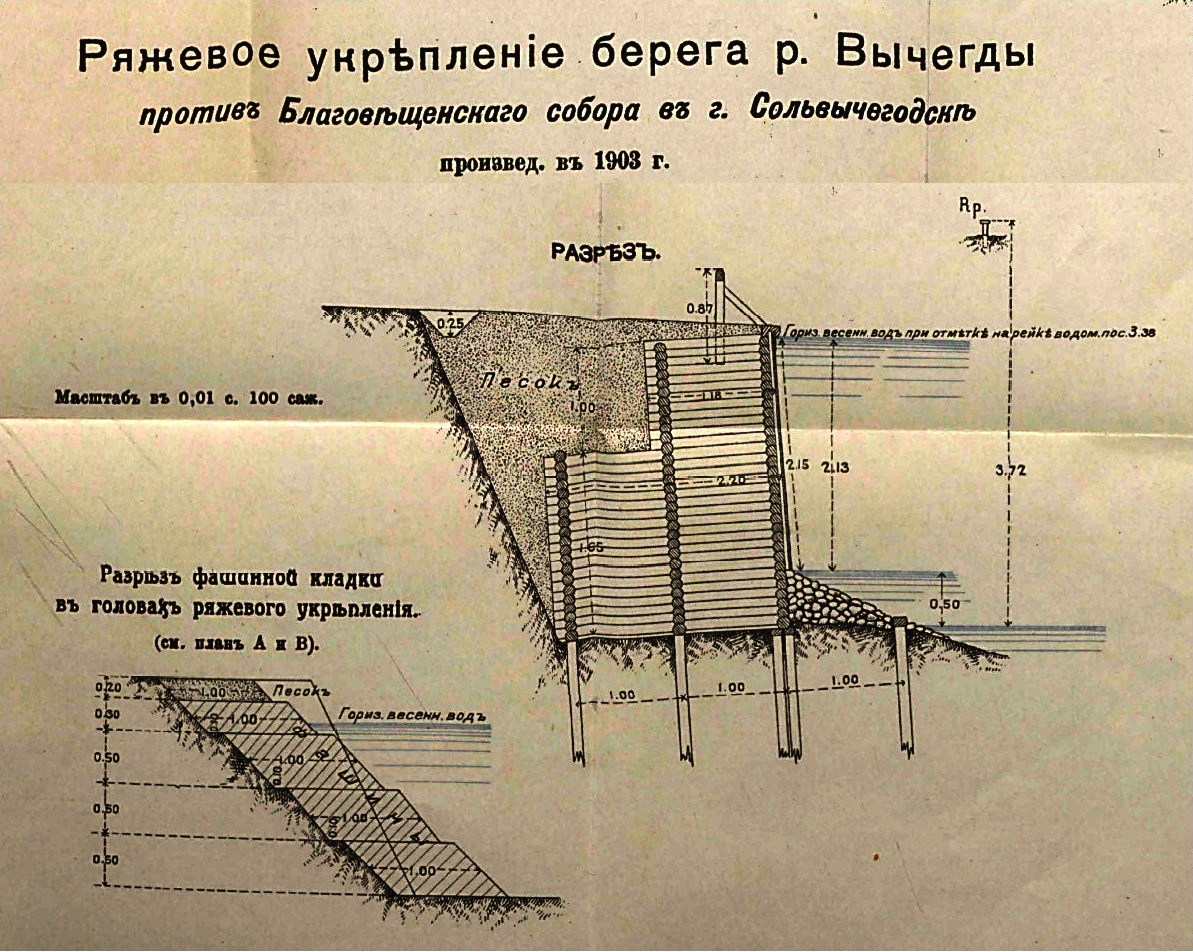
Чертеж ряжевого укрепления берега реки

Ряжи со стороны воды имеют обыкновенно вертикальные стенки и потому допускают швартовку (причал) судов вплотную к пристаням, основанным на них. Ряжи изготавливают из брёвен, скрепляя в местах пересечения их концов в обло (в выемке-сцепке) и укладывая один венец на другой, либо вплотную, либо с зазором. При укладке венцов с зазором ряжи требуют устройства достаточного числа поперечных связей и применимы лишь при наличии довольно крупного камня. В мостовых опорах, наружные части ряжа иногда обшиваются досками или защищаются от истирания льдом и судами металлическими или железобетонными плитами.
Так как ряж деревянный, то его высота должна быть такой, чтобы полностью скрываться под водой — без доступа кислорода воздуха, поэтому высота ряжевых фундаментов определяется положением самого низкого горизонта воды во время волны. Древесина такого ряжа становится морёным топляком, и десятки, и даже сотни, лет остаётся твёрдой, придавая, например, опоре моста, сооружённой на ряже, необходимую прочность. Чтобы защитить верхние венцы брёвен от влаги, трещин из-за морозов, плесени, насекомых-древоточцев, грызунов, солнечного ультрафиолетового излучения и воспламенения от искр из глушителей автомобилей, всю строительную древесину необходимо дополнительно пропитать водными, маслянистыми или спиртовыми антисептиками.

## Установка ряжей

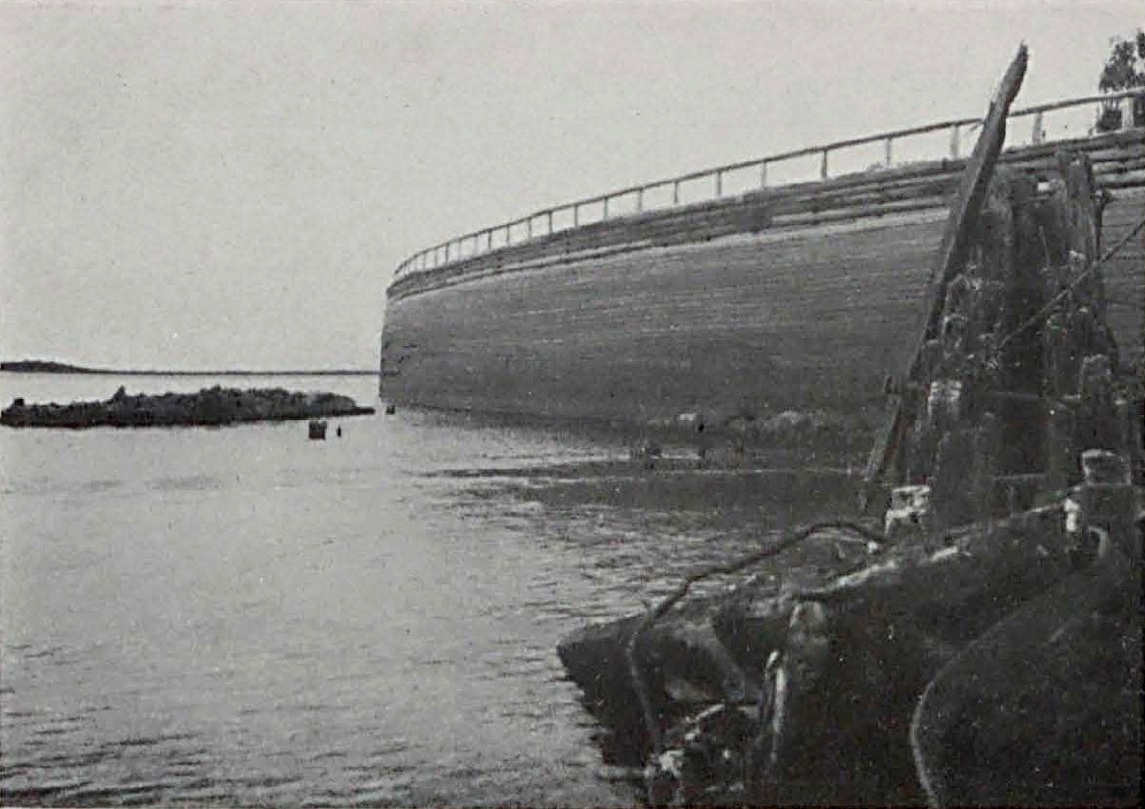
Ряжевая набережная и разрушенные ледорезы в Сольвычегодске (1910 год, сейчас не существует)

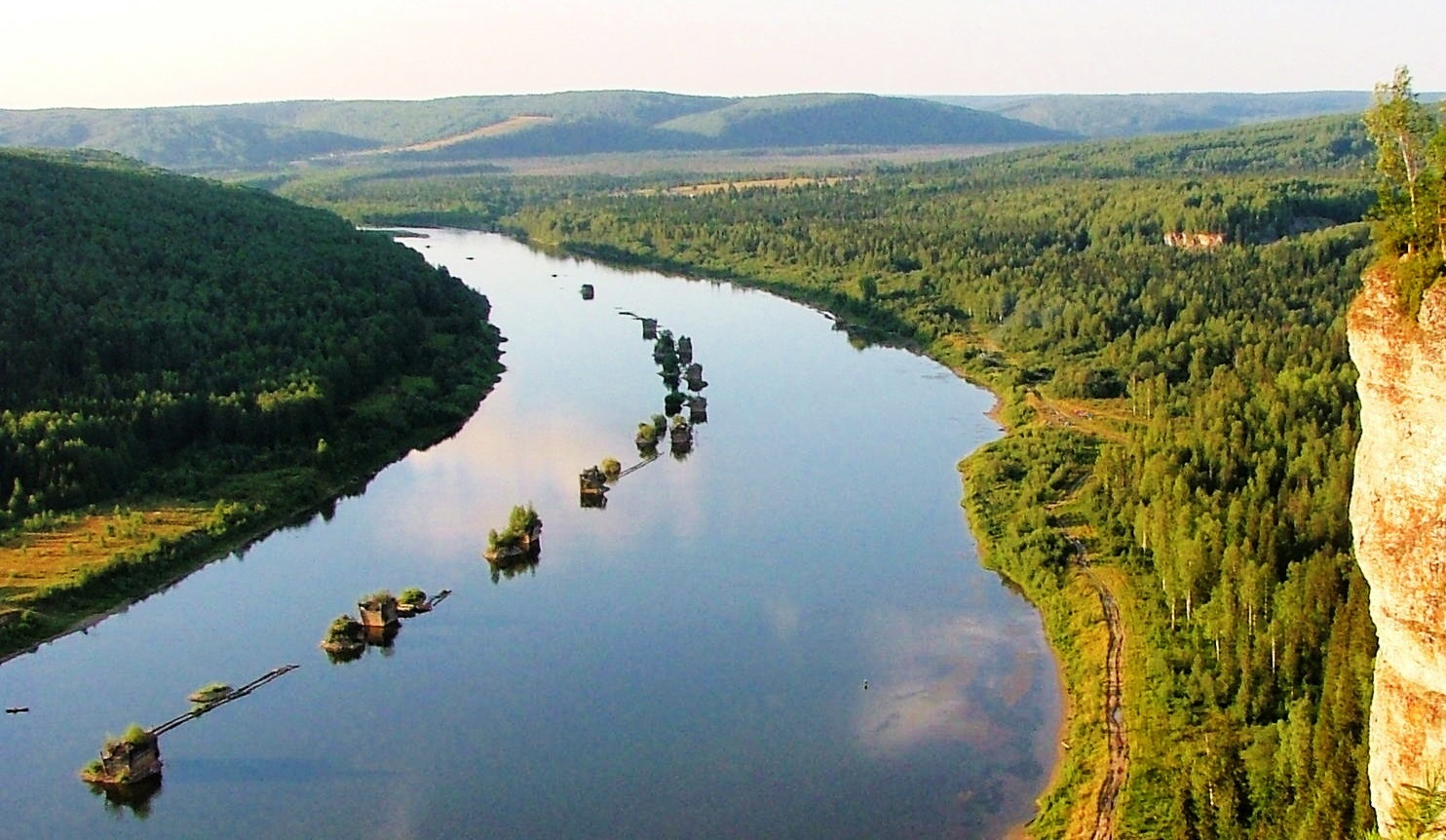
Разрушившиеся ряжи на Вишере, построенные для размежевания русла реки во время молевого лесосплава

До того, как приступить к работам по устройству ряжевых фундаментов, производят исследование, обмер и осмотр дна при помощи водолазов. Исследование дна и планировка производятся до образования льда. Неровности в твёрдом грунте выравнивают при помощи каменной наброски или слоя бетона. В Швеции место установки ряжей предварительно ограждают (при помощи водолазов) мешками, заполненными бетоном; между двумя такими грядами мешков с бетоном опускают в ящиках бетон для основания. Слабый грунт уплотняют камнем соответствующих размеров. При небольшой толщине слоя наноса, планировки дна не требуется — в этом случае ряж, врезавшись нижними венцами в слой наноса, будет лежать своим дном на уплотненном наносе. При большой толщине наноса может получиться по мере загрузки ряжа неравномерная осадка и коробление сруба. Если дно водоема имеет небольшой уклон, то рубку ряжа ведут таким образом, чтобы комли брёвен были обращены в одну сторону и пришлись над более глубоким местом дна. При горизонтальном или выровненном дне водоема комли кладут попеременно в обе стороны.
Наиболее удобным временем для устройства ряжевых фундаментов является зима в тех местностях, где в это время года вода замерзает и образуется достаточной толщины ледяной покров, могущий выдержать груз при сооружении ряжа. Для этого ряж собирается из приготовленных брёвен на том месте, где требуется его погрузить, затем вокруг него прорубают во льду борозды (майны), после чего по мере загрузки камнями, плавающий ряж опускается на дно.
Когда вода замерзает, на льду определяют место, предназначенное для ряжа и очищают от льда. Через образовавшуюся таким путём майну (прорубь) перекладывают ряд брёвен, на которых производят сборку днища и первых четырёх или пяти венцов ряжа, после чего поддерживающие ряж бревна удаляют, продолжая возведение ряжа, плавающего на воде, если ряж сооружается не из лиственницы и не из дуба, плотная древесина которых тонет в воде. По мере сборки сруба, при наличии дна, производят загрузку ряжа камнями, постепенно погружая его в воду настолько, чтобы было удобно работать плотникам. При этом следят за равномерным погружением ряжа в воду, исправляя крен с помощью привязанных к нему канатов, особенно когда ряж близок ко дну водоёма. Погрузку камня зимою надлежит производить как можно быстрее, не допуская образования льда внутри ряжа. По окончании рубки, когда сруб доведен до проектной высоты, производят окончательную загрузку сруба камнем, при этом ряж принимает окончательную осадку.
В летнее время сборку ряжа производят на берегу вблизи мест, достаточно глубоких для спуска на воду в тихую погоду. При этом сруб, примерно в пять венцов, спускают на воду и отводят к месту погружения, где начинают загружать камнем. В остальном работа летом ничем не отличается от зимней. От прибоя волн загруженные камнем клетки защищают каменной наброской в виде откоса, а против подмыва их располагают при слабом грунте на каменной постели, лежащей на уплотненном основании.

## Ограничения на применение ряжей
Высокие ряжи, подверженные сильному прибою волн на большой глубине, например, молы в открытом море, недостаточно устойчивы, и не могут служить надёжными фундаментами сооружений.
Ряжевые фундаменты в морях неприменимы ещё и потому, что в солёной морской воде живут корабельные черви, способные разрушать древесину.